# Volkswagen Kommandeurswagen

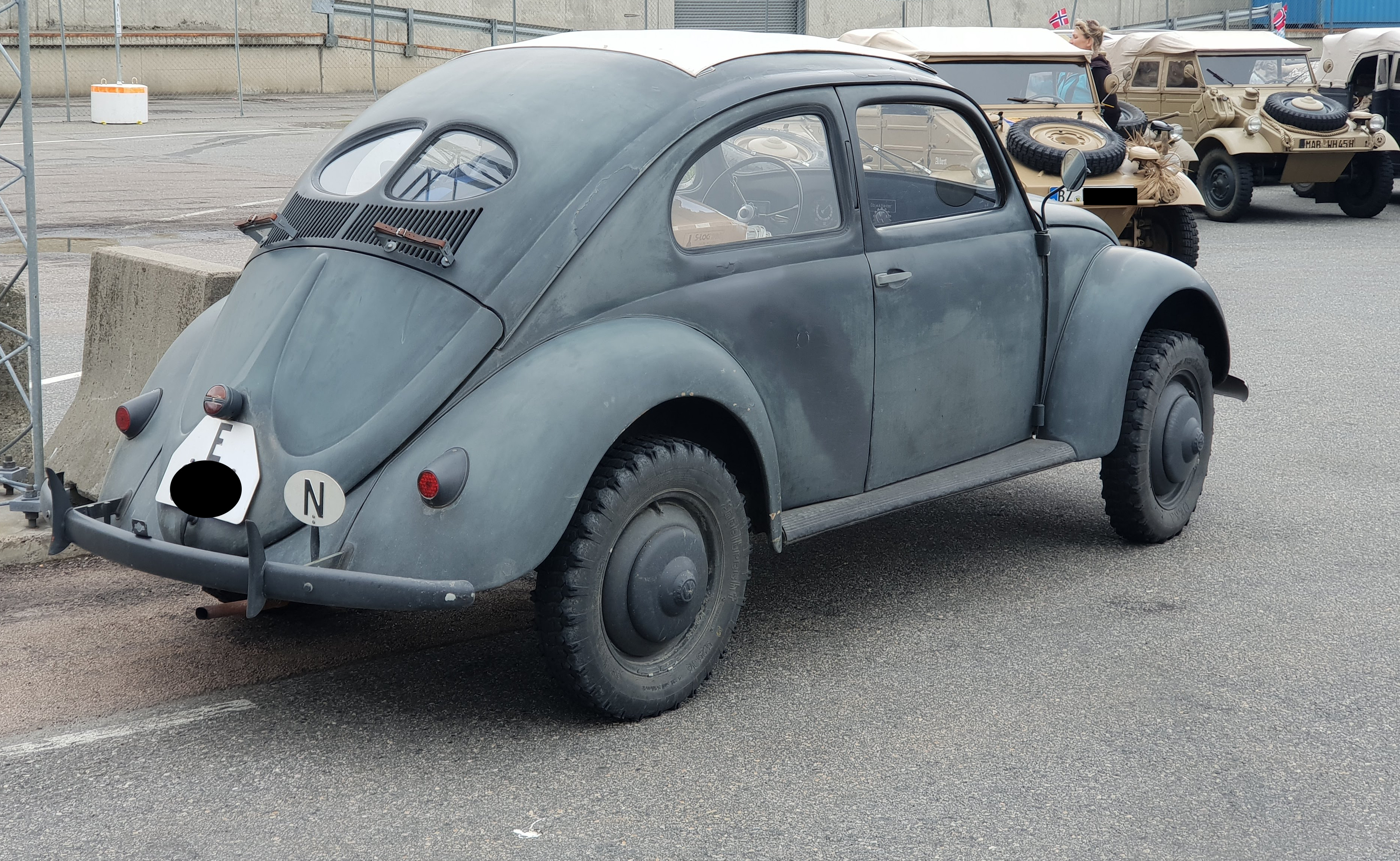
Kommandeurswagen em Oslo, Noruega

O Volkswagen Typ 87, também conhecido como Kommandeurswagen, é uma versão com tração nas quatro rodas da Segunda Guerra Mundial do Volkswagen Fusca. Foi produzido de 1941 a 1944 pela fábrica da Volkswagen, principalmente para altos oficiais da Wehrmacht (forças armadas da Alemanha na época). A Wehrmacht classificou o Kommandeurswagen como leichter geländegängiger PKW, 4-sitziger, 4-radgetriebener Geländewagen Typ 87. ("automóvel leve fora de estrada de passageiros, quatro lugares, veículo fora de estrada com tração nas quatro rodas Tipo 87").
O motor e o trem de força, incluindo os cubos das rodas com engrenagem portal, são os mesmos do veículo anfíbio Volkswagen Typ 166 Schwimmwagen. 564 unidades do Kommandeurswagen foram produzidas; em novembro de 1946, a fábrica da Volkswagen - então sob controle britânico - produziu mais dois veículos usando peças de reposição das lojas.

## Descrição
O Typ 87 é um sedã fora de estrada de duas portas. A aparência visual é semelhante ao KdF-Wagen, porque a carroceria do KdF-Wagen também foi usada para o Typ 87. Devido aos pneus fora de estrada 5¼-16, os para-lamas tiveram que ser aumentados em largura. Os estribos também foram alargados. Enquanto o porta-malas do KdF-Wagen segura uma roda sobressalente na frente do tanque de combustível, o Typ 87 tem um recipiente de combustível adicional de 20 L no mesmo lugar. A roda sobressalente está localizada na parte superior do tanque de combustível de 40 L, que possui gargalo de enchimento modificado. Chassi e corpo são conectados com parafusos. Por padrão, o Kommandeurswagen possui teto solar.
Assim como o VW Typ 166, o Typ 87 possui um chassi de KdF-Wagen modificado. O tubo do túnel central foi aumentado em diâmetro para segurar o eixo de transmissão adicional das rodas dianteiras. Uma direção sem-fim e setorial foi usada, e as juntas de direção foram modificadas para caber nos eixos de transmissão da tração dianteira. O eixo traseiro está equipado com engrenagens de redução, os diferenciais dos eixos dianteiro e traseiro podem ser travados. Uma embreagem seca Fichtel & Sachs K10 de disco único transmite o torque do motor para a caixa manual Porsche de quatro marchas (mais ré), que está equipada com uma marcha fora de estrada adicional. A alavanca que engatava a marcha fora de estrada também acionava a tração dianteira. Com a tração nas quatro rodas engatada, a velocidade máxima é de 10 km/h e o ângulo máximo de subida em declive é de 33,75°.
O Typ 87 é movido por um motor a gasolina OHV de quatro tempos de quatro cilindros e 1.131 cm3 refrigerado a ar, alimentado por um único carburador Solex 26 VF3. É avaliado em 24 cv.
Os veículos fabricados para o Afrika Korps alemão eram frequentemente equipados com equipamentos tropicais que protegiam o filtro de ar, o carburador e a parte elétrica da poeira; além disso, foram equipados com pneus para areia Kronprinz.